# Pomona (Kansas)
Pomona é uma cidade localizada no estado americano de Kansas, no Condado de Franklin.

## Demografia
Segundo o censo americano de 2000, a sua população era de 923 habitantes.
Em 2006, foi estimada uma população de 936, um aumento de 13 (1.4%).

## Geografia
De acordo com o United States Census Bureau tem uma área de
2,0 km², dos quais 2,0 km² cobertos por terra e 0,0 km² cobertos por água. Pomona localiza-se a aproximadamente 293 m acima do nível do mar.

## Localidades na vizinhança
O diagrama seguinte representa as localidades num raio de 24 km ao redor de Pomona.